# Eucteanus elegans
Eucteanus elegans is een keversoort uit de familie zwamkevers (Endomychidae). De wetenschappelijke naam van de soort werd in 1937 gepubliceerd door Gilbert John Arrow.